# Augocoris
Augocoris is een geslacht van wantsen uit de familie van de Scutelleridae (Pantserwantsen). Het geslacht werd voor het eerst wetenschappelijk beschreven door Burmeister in 1835.

## Soorten
Het genus bevat de volgende soorten:

- Augocoris ehrenbergii Germar, 1839
- Augocoris gomesii Burmeister, 1835
- Augocoris illustris (Fabricius, 1781)
- Augocoris nigripennis Dallas, 1851
- Augocoris pallidus Herrich-Schäffer, 1836
- Augocoris poeyi Uhler
- Augocoris rufus Dallas
- Augocoris rugulosus Herrich-Schäffer, 1838